# Sergio Bezos
Sergio Bezos (Valladolid, 2 de mayo de 1990) es un cómico y actor español, conocido por su participación en el programa La revuelta.

## Biografía
Nacido en Valladolid en 1990, de familiares con origen en Villafrechós, es natural de Móstoles y actualmente reside en Madrid. Es licenciado en comunicación audiovisual por la Universidad Rey Juan Carlos. También ha estudiado saxofón en el conservatorio de música Rodolfo Halffter en su ciudad.
Comenzó su carrera como monologuista, guionista y actor teatral. Uno de sus primeros trabajos en televisión fue como redactor en First Dates y documentalista en El Objetivo. Posteriormente ha sido colaborador en distintos programas como Dani & Flo, Gente viva y Yu: No te pierdas nada. Entre 2019 y 2020 fue uno de los presentadores del videopódcast Pegarle a la lejía, junto con David Suárez y Santiago Alverú.
En 2021 pasó a formar parte del equipo de La resistencia en Movistar Plus como animador del público, en sustitución de Jaime Caravaca. Después de tres temporadas, mantuvo el puesto en el sucesor La revuelta, que comenzó en 2024 tras confirmarse el fichaje de David Broncano por Televisión Española. Su labor es comunicarse con el público durante el programa y mantener un buen ambiente general. Antes de la grabación de cada episodio, realiza un show donde interactúa con los espectadores del teatro que podrían intervenir: el preferido por el público es enviado a una bañera y ve el programa junto a Bezos en primera fila, mientras que el «menos querido» termina sentado en un bidé. 
A raíz de su participación en La revuelta ha realizado nuevos espectáculos de comedia en vivo, entre ellos una gira por España bajo el título Sergio Bezos ha llegado a tu ciudad, y ha sido imagen publicitaria para distintas marcas.